# 콜체스터구

콜체스터구의 위치

콜체스터구(영어: Borough of Colchester)는 잉글랜드 에식스주에 위치한 비도시 자치구로 중심 도시는 콜체스터이며 인구는 180,420명(2014년 기준), 면적은 333.18km2이다.